# 裂瓜
裂瓜（学名：Schizopepon bryoniifolius）为葫芦科裂瓜属下的一个种。

## 扩展阅读
- 維基物種上的相關：裂瓜